# 东河 (嘉陵江支流)
东河，又名宽滩河，是中国长江流域的一条河流，汇入嘉陵江中游左岸，属于嘉陵江水系。河长264千米，流域面积5210平方千米，多年平均流量111立方米每秒。自然落差1055米。水能理论蕴藏量7万千瓦。